# Reconnu d'intérêt pédagogique
La marque « Reconnu d'intérêt pédagogique » connue aussi sous l'acronyme RIP est une marque déposée à l'INPI par le Ministère de l'Éducation nationale de la France. 
Cette marque, qui ne concerne que les contenus multimédias à vocation pédagogique (produits éducatifs), permet de guider les enseignants vers des logiciels et des créations multimédias répondant aux besoins et aux attentes du système éducatif. Le logo RIP n'est apposé qu'après une expertise par un public d'enseignants et de spécialistes du domaine et par décision de la commission multimédia du ministère.
Le logo RIP garantit aussi bien une qualité de contenu, qu'une ergonomie aisée ainsi qu'une pertinence de l'usage des techniques informatiques.
Environ un millier de produits, couvrant de l'enseignement primaire au supérieur, ont reçu ce logo. Ces différents produits sont classés comme suit :
| Activités transversales | Mathématiques   |
| Arts plastiques         | Multimédia      |
| Biotechnologie          | Musique         |
| Cinéma-audiovisuel      | Orientation     |
| Documentation           | Philosophie     |
| ECJS                    | Physique-Chimie |
| Économie-gestion        | Primaire        |
| EPS                     | SES             |
| Histoire-géographie     | STI             |
| Internet                | SVT             |
| Langues                 | Technologie     |
| Lettres                 |                 |